# Spanje op het Eurovisiesongfestival 1997
Spanje nam deel aan het Eurovisiesongfestival 1997 in Dublin (Ierland). Het was de 35ste deelname van het land aan het festival.

## Selectieprocedure
Net zoals de voorbije jaren koos de TVE ervoor om de kandidaat intern te selecteren. Men koos voor de Spaanse zanger Marcos Llunas met het lied "Sin rencor".

## In Dublin
In Ierland moest Spanje optreden als tiende, net na Italië en voor Duitsland. Op het einde van de puntentelling hadden ze 96 punten verzameld, goed voor een zesde plaats.
Men ontving 1 keer het maximum van de punten.
Nederland had 6 punten over voor deze inzending en België deed niet mee in 1997.

### Gekregen punten

#### Finale
| 12 punten  | 10 punten            | 8 punten                           | 7 punten                             | 6 punten                            |
| ---------- | -------------------- | ---------------------------------- | ------------------------------------ | ----------------------------------- |
| - Malta    | - Cyprus - Hongarije | - Portugal - Rusland - Zwitserland |                                      | - Griekenland - Ierland - Nederland |
| 5 punten   | 4 punten             | 3 punten                           | 2 punten                             | 1 punt                              |
| - Slovenië | - Polen - Turkije    | - Italië                           | - Denemarken - Duitsland - Frankrijk |                                     |

### Punten gegeven door Spanje

#### Finale
Punten gegeven in de finale:
| 12 punten | Turkije             |
| 10 punten | Cyprus              |
| 8 punten  | Italië              |
| 7 punten  | Griekenland         |
| 6 punten  | Ierland             |
| 5 punten  | Verenigd Koninkrijk |
| 4 punten  | Estland             |
| 3 punten  | Zwitserland         |
| 2 punten  | Polen               |
| 1 punt    | Malta               |

1961 · 1962 · 1963 · 1964 · 1965 · 1966 · 1967 · 1968 · 1969 · 1970 · 1971 · 1972 · 1973 · 1974 · 1975 · 1976 · 1977 · 1978 · 1979 · 1980 · 1981 · 1982 · 1983 · 1984 · 1985 · 1986 · 1987 · 1988 · 1989 · 1990 · 1991 · 1992 · 1993 · 1994 · 1995 · 1996 · 1997 · 1998 · 1999 · 2000 · 2001 · 2002 · 2003 · 2004 · 2005 · 2006 · 2007 · 2008 · 2009 · 2010 · 2011 · 2012 · 2013 · 2014 · 2015 · 2016 · 2017 · 2018 · 2019 · 2020 · 2021 · 2022 · 2023 · 2024 · 2025